# Léon Nicole
Pour les articles homonymes, voir Nicole.

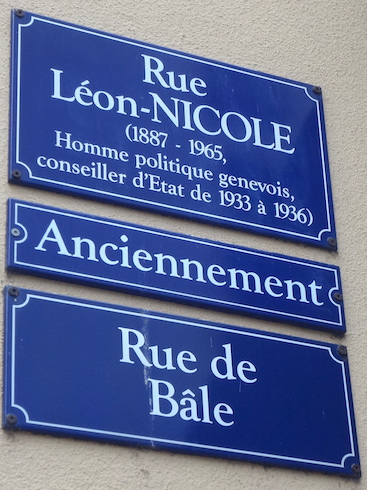
Rue Léon Nicole aux Pâquis.

Léon Nicole, né le 10 avril 1887 à Montcherand (canton de Vaud) et décédé le 28 juin 1965 à Genève, est un homme politique suisse.
Né d'un père agriculteur , il fréquente les écoles de son village natal et celle d'Orbe avant de partir à l'École d'administration de Saint-Gall. Fonctionnaire postal de 1905 à 1919 puis secrétaire syndical en 1920-1921, il devient rédacteur de plusieurs journaux socialistes dont Le Travail et La Voix ouvrière. En 1944, il devient le président du Parti suisse du Travail, le nouveau parti communiste suisse, mais il en est exclu par la suite.

## Conquête du pouvoir
Il adhère au Parti socialiste suisse en 1909 et agit en tant que syndicaliste, notamment lors de la grève générale de 1918 à Genève. Brièvement emprisonné, il est libéré après l'intervention de Jacques Louis Willemin auprès du Conseil fédéral, puis il sera acquitté en 1919 par un tribunal militaire.
Élu au Conseil national en 1919, il y siège jusqu'en 1941 puis à nouveau de 1947 à 1953. Il siège également au Grand Conseil genevois de 1919 à 1933 puis à nouveau de 1936 à 1941 et de 1945 à 1955.
Membre du Conseil administratif (1922-1927) puis conseiller municipal (1927-1931) du Petit-Saconnex, son rôle dans la dénonciation des scandales bancaires de 1931 et lors de la fusillade du 9 novembre 1932 au cours de laquelle l'armée suisse, appelée par le gouvernement genevois de droite, fait 13 morts lui assurent une grande popularité. À la suite de sa condamnation lors du procès devant les assises fédérales en 1933, il est élu au Conseil d'État avec trois autres socialistes dans un contexte de crise économique. Il est placé à la tête du Département de justice et police et devient président du Conseil d'État. Aux élections suivantes (1936), la majorité change, et il n'est pas réélu,,.

## Incident de Montcherand
Durant la journée du dimanche 10 Juin 1934 aux alentours de 15 heures, le politicien d'extrême droite Georges Oltramare et l'Union nationale se rendent dans la commune de Montcherand située à l'ouest d'Orbe dans le canton de Vaud, où Léon Nicole est né. Ils y organisent une manifestation durant laquelle il fait notamment brûler un mannequin représentant Nicole. L'événement est plus connu sous le nom d'Incident de Montcherand.

## Soutien à l'URSS
En 1937, après l'interdiction de leur parti, Léon Nicole accepte l'entrée collective des communistes genevois dans le Parti socialiste genevois. Ceci entraîne une longue crise avec les instances nationales du Parti socialiste, aggravée par la mésentente concernant le traité de non agression entre l'Allemagne et l'Union soviétique, qui aboutit à la scission du Parti socialiste à Genève avec la création du Parti socialiste de Genève qui reprendra le nom de Parti socialiste genevois après la dissolution de la Fédération socialiste suisse,,.
En effet, au début de l'année 1939, Léon Nicole voyage en URSS et en revient enthousiaste, il fait entre autres l'apologie de l'action de Joseph Staline. Favorable au Pacte germano-soviétique, il est exclu du Parti socialiste suisse en septembre 1939. Mais la majorité des membres des sections de Vaud et de Genève le soutiennent et fondent la Fédération socialiste suisse dont il obtient la présidence. En 1941, cette formation est dissoute et les élus du parti de Léon Nicole sont exclus du Grand Conseil et des Conseils municipaux, 271 citoyens genevois sont déclarés inéligibles.
Durant la guerre, il est correspondant de l'agence soviétique Tass. Après l'interdiction du journal Le Travail en 1940 et la dissolution de la Fédération socialiste suisse en mai 1941, il poursuit une activité politique semi-clandestine ; ce qui lui vaut d'être emprisonné avec son fils Pierre pendant trois semaines en août 1943. Lors d'un nouveau procès devant les assises fédérales, il lui est notamment reproché de contrevenir à l'interdiction du Parti communiste, que la presse de droite de l'époque assimile également au Parti socialiste suisse. En effet, les positions de la gauche modérée sont infléchies par l'évolution des conflits armés.
Ainsi, en septembre 1943, Albert Dupont-Willemin, député au Grand Conseil de l'aile sociale-démocrate du Parti socialiste genevois, qui avait démissionné en 1939 du parti dirigé par Léon Nicole et Jacques Dicker à la suite de l'invasion de la Finlande par l'URSS, soumet au Grand Conseil du canton de Genève un arrêté législatif demandant au Conseil d'État genevois d'intervenir auprès du Conseil fédéral pour lever l'interdiction de la Fédération socialiste suisse. En effet, dès le 22 juin 1941, à la suite de l'opération Barbarossa, l'Union soviétique est engagée aux côtés des Alliés sur le Front de l'Est, alors que la Finlande, soutenue militairement par l'Allemagne nazie, est à nouveau en guerre contre la Russie depuis le 25 juin 1941,,,,.

## Après la guerre
Léon Nicole est l'un des fondateurs du Parti suisse du Travail dont il prend la présidence le 14 octobre 1944. En 1945, ce parti obtient 36 sièges au Grand Conseil genevois et, en 1947, 7 mandats au Conseil national. Léon Nicole prend également la direction du journal quotidien La Voix Ouvrière. Il quitte pourtant le Parti du Travail qu'il accuse de nationalisme et de sympathies pour le maréchal Tito, et dont il critique la défense de la neutralité de la Suisse. Exclu en décembre 1952, il fonde le Parti progressiste qui obtient 7 sièges au Grand Conseil genevois en 1954. Toutefois, la maladie l'éloignera du combat politique pendant les dix dernières années de sa vie.
Il est enseveli au Cimetière des Rois à Genève.